# Hiroshi Nishikiori
Hiroshi Nishikiori (錦織博 Nishikiori Hiroshi?) es un director, animador, guionista y guionista gráfico de anime japonés. Después de trabajar en Nippon Animation, se convirtió en autónomo y ha participado en numerosos proyectos como director. Es mejor conocido por su trabajo en series como Angelic Layer, Azumanga Daioh, Trinity Seven y To Aru Majutsu no Index entre otras.

## Biografía
Nishikiori nació el 20 de mayo de 1966 en la Prefectura de Kioto, Japón. Durante los últimos años de la escuela primaria, comenzó a interesarse por los aspectos técnicos de la animación al leer artículos sobre la composición del equipo, el equipamiento y los métodos de producción de anime en un libro dedicado a la película Galaxy Express 999. Cuando se estrenó la segunda película de la serie, Adieu Galaxy Express 999, quedó profundamente impactado por los dibujos clave de la película, publicados en la colección de ilustraciones Kaneda Special de Yoshinori Kanada. Esto despertó su interés tanto en la animación como en el arte visual. En ese mismo periodo, adquirió colecciones de arte de destacados animadores como Yoshikazu Yasuhiko y Akio Sugino.
Al llegar a la secundaria, su interés por el anime disminuyó tras la conclusión del manga original de Galaxy Express 999, alejándose de este mundo por un tiempo.
Durante la escuela secundaria, su interés por el anime resurgió cuando un amigo del club de arte lo convenció de comprar el manga Nausicaä del Valle del Viento de Hayao Miyazaki. Al observar el estilo de dibujo, se dio cuenta de que era similar al de sus películas favoritas, como Lupin III: El castillo de Cagliostro y Mirai Shōnen Konan. Sin embargo, en esa época estaba más interesado en el cine de acción real, debido al auge de las películas de Kadokawa. Se convirtió en un admirador de directores como Shinji Sōmai y Kazuki Ōmori, y comenzó a planear estudiar cine en la Escuela de Cine de Japón. Un punto de inflexión ocurrió cuando asistió a una proyección gratuita en un centro comunitario cercano, donde vio Le Roi et l'Oiseau de Paul Grimault. La experiencia lo impactó profundamente y decidió que quería hacer cine a través del anime. Optó por inscribirse en la Escuela de Diseño de Tokio. Antes de comenzar sus estudios, pensó que trabajar directamente en un estudio de anime podría ser mejor que asistir a una escuela técnica. Intentó unirse a Telecom Animation Film, donde estaba Kazuhide Tomonaga, y a Ajia-do Animation Works, donde trabajaban Osamu Kobayashi y Masako Gotō, pero fue rechazado en ambas pruebas de ingreso. Después de graduarse de la escuela técnica, visitó Gainax con la intención de convertirse en director o productor. Sin embargo, Shōji Murahama (quien más tarde se convertiría en presidente de Gonzo) le aconsejó: "Aquí todos quieren ser directores; sería mejor que buscaras otro lugar", rechazando su solicitud.
Después de trabajar en el estudio de fotografía Takahashi Production, ingresó a Nippon Animation. En esta empresa, participó como asistente de dirección en episodios de Chibi Maruko-chan, producidos en colaboración con Ajia-do Animation Works. En ese tiempo, el presidente de Nippon Animation sugirió que siguieran el ejemplo de Toei Animation, conocida por producir obras con un número limitado de fotogramas, estableciendo como meta realizar sus proyectos con menos de 2000 fotogramas. Para estudiar a la competencia, comenzó a analizar sistemáticamente las producciones de Toei Animation. Se sintió profundamente impactado por los innovadores enfoques de dirección en episodios de Kingyo Chūihō! supervisados por Jun'ichi Satō y Kunihiko Ikuhara. Se dio cuenta de que algunos directores tenían una visión completamente diferente sobre cómo estructurar los aproximadamente 20 minutos de un episodio de anime. Comparó esto con el enfoque conservador de Nippon Animation, donde predominaba un ambiente reacio a la experimentación, y quedó impresionado por la libertad creativa de Toei Animation. Esto lo llevó a tomar la decisión de renunciar a Nippon Animation. Comenzó a colaborar con Vega Entertainment, una compañía fundada por Ryūji Matsudo, un productor que había dejado Nippon Animation poco antes. Gracias a esta conexión, participó como director en el proyecto de Shin-Ei Animation The Doraemons: Un reto misterioso. Posteriormente, asumió roles de dirección en varios cortometrajes y especiales de televisión de The Doraemons, consolidando su carrera como director.
En 1999, Nishikiori hizo su debut como director con I'm Gonna Be An Angel! producida por Pierrot.

### Estilo e influencias
Las obras Galaxy Express 999, la película dirigida por Osamu Dezaki Ace wo Nerae!, y Touch, dirigida por Gisaburō Sugii, ocupan un lugar especial en su vida y carrera. Era un apasionado seguidor del manga y la adaptación animada de Galaxy Express 999, que se convirtió en el punto de partida de su interés por el anime. Por otro lado, Ace wo Nerae!, y Touch lo influenciaron profundamente por la forma en que manejaban el tiempo dentro de sus narrativas. Este enfoque hacia el control del tiempo dejó una impresión duradera en él, convirtiéndose en un elemento central de su filosofía y práctica profesional.

## Trabajos

### Series de televisión
Destaca papeles con funciones de dirección de series.
| Año  | Título                                                           | Director(es)                                                                                             | Estudio                    | Funciones | Refs.                       |
| ---- | ---------------------------------------------------------------- | --- | -------------------------- | --- | --------------------------- |
| 1990 | Pygmalio                                                         | Naoto Hashimoto Yoshio Kuroda                                                                            | Nippon Animation           | Director de episodio (#18) | [ 6 ]                       |
| 1991 | Moero! Top Striker                                               | Ryō Yasumura                                                                                             | Nippon Animation           | Director de episodios (#5, 12, 23, 28, 35, 42) | [ 7 ]                       |
| 1992 | Kaze no Naka no Shōjo: Kinpatsu no Jeanie                        | Ryō Yasumura                                                                                             | Nippon Animation           | Director de episodio (#30) | [ 8 ]                       |
| 1993 | Mukamuka Paradise                                                | Katsuyoshi Yatabe                                                                                        | Nippon Animation           | Director de episodios (#6, 11, 16, 23, 29, 35, 41, 46) Guionista gráfico (#6, 11, 16, 23, 29, 35, 41, 46, 51)                                                                    | [ 9 ]                       |
| 1994 | Ai to Yūki no Pig Girl Tonde Būrin                               | Takayoshi Suzuki                                                                                         | Nippon Animation           | Director de episodios (#6, 11, 17, 21, 27, 32, 37, 42, 47) Guionista gráfico (#6, 8, 11, 17, 21, 27, 32, 37, 42, 47, 50)                                                         | [ 10 ]                      |
| 1995 | Mama wa Poyopoyo Saurus ga Osuki                                 | Takayoshi Suzuki                                                                                         | Nippon Animation           | Director de episodios (#1, 7, 13, 19, 25) Guionista gráfico (#1, 7, 13, 19, 25)                                                                                                  | [ 11 ]                      |
| 1996 | VS Knight Lamune & 40 Fire                                       | Yoshitaka Fujimoto Hiroshi Negishi                                                                       | Ashi Productions           | Director de episodios (#3, 9) Guionista gráfico (#3, 9, 21) | [ 12 ]                      |
| 1996 | KochiKame                                                        | Tetsuo Yasumi Noboru Misawa Shinji Takamatsu Norihiro Takamoto Akira Shigino                             | Gallop                     | Guionista gráfico (#16) | [ 13 ]                      |
| 1997 | Yūsha Ō GaoGaiGar                                                | Yoshitomo Yonetani                                                                                       | Sunrise                    | Guionista gráfico (#16, 29) | [ 14 ]                      |
| 1997 | Shōjo Kakumei Utena                                              | Kunihiko Ikuhara                                                                                         | J.C.Staff                  | Guionista gráfico (#5, 11, 16, 27, 31, 36) | [ 15 ]                      |
| 1998 | Seihō Bukyō Outlaw Star                                          | Mitsuru Hongō                                                                                            | Sunrise                    | Director de episodio (#12) Guionista gráfico (#12) | [ 16 ]                      |
| 1999 | Betterman                                                        | Yoshitomo Yonetani                                                                                       | Sunrise                    | Guionista gráfico (#3) | [ 17 ]                      |
| 1999 | I'm Gonna Be An Angel!                                           | Hiroshi Nishikiori                                                                                       | Pierrot                    | Director Concepto original Planificación Guionista (#5) Director de episodios (#1-2, 4-8, 13, 26) Guionista gráfico (#1-2, 4-5, 8-10, 17, 26)                                    | [ 18 ]                      |
| 1999 | Kyoro-chan                                                       | Mitsuru Hongō                                                                                            | Group TAC                  | Guionista gráfico (#60) | [ 19 ]                      |
| 1999 | Majutsushi Orphen: Revenge                                       | Tōru Takahashi                                                                                           | J.C.Staff                  | Director de episodio (#18) Guionista gráfico (#18-19) | [ 20 ]                      |
| 2000 | Daa! Daa! Daa!                                                   | Hiroaki Sakurai                                                                                          | J.C.Staff                  | Director de episodio (#7) Guionista gráfico (#7) | [ 21 ]                      |
| 2000 | Love Hina                                                        | Yoshiaki Iwasaki                                                                                         | Xebec                      | Guionista gráfico (#3, 14) | [ 22 ]                      |
| 2000 | Karakuri Kiden: Hiwō Senki                                       | Tetsurō Amino                                                                                            | Bones                      | Guionista gráfico (#8, 11, 14, 20) | [ 23 ]                      |
| 2001 | Angelic Layer                                                    | Hiroshi Nishikiori                                                                                       | Bones                      | Director Guionista (#7) Guionista gráfico (#1, 4, 15-16, 24, 26; ED 2) | [ 24 ]                      |
| 2001 | Gakuen Senki Muryō                                               | Tatsuo Satō                                                                                              | Madhouse                   | Guionista gráfico (#5) | [ 25 ]                      |
| 2001 | Kasumin                                                          | Mitsuru Hongō                                                                                            | OLM                        | Guionista gráfico (#21) | [ 26 ]                      |
| 2002 | Azumanga Daioh The Animation                                     | Hiroshi Nishikiori                                                                                       | J.C.Staff                  | Director Casting Director de episodios (#1; ED) Guionista gráfico (#1-3, 7, 9, 17, 23, 26; ED)                                                                                   | [ 27 ]                      |
| 2003 | Nanaka 6/17                                                      | Hiroaki Sakurai                                                                                          | J.C.Staff                  | Guionista gráfico (#10) | [ 28 ]                      |
| 2003 | Di Gi Charat Nyo                                                 | Hiroaki Sakurai                                                                                          | Madhouse                   | Guionista gráfico (#11) | [ 29 ]                      |
| 2003 | Gad Guard                                                        | Hiroshi Nishikiori                                                                                       | Gonzo                      | Director Concepto original Composición de la serie Editor de historias de la serie Director de episodios (#1-3, 5, 7, 10, 16, 18-19, 26) Guionista gráfico (#1-2, 4, 19, 23, 26) | [ 30 ]                      |
| 2003 | Sakigake!! Cromartie Kōkō                                        | Hiroaki Sakurai                                                                                          | Production I.G             | Guionista gráfico (#25) | [ 31 ]                      |
| 2004 | Kaiketsu Zorori                                                  | Tsutomu Shibayama (#53-149) Hiroshi Nishikiori (#1-52) Hajime Kamegaki (#53-102) Mitsuko Kase (#103-149) | Ajia-do Animation Works    | Director (#1-52) Composición de la serie (#1-52) Director de episodio (#1) Guionista gráfico (#1, 16; ED 3)                                                                      | [ 32 ]                      |
| 2004 | Bōkyaku no Senritsu                                              | Hiroshi Nishikiori                                                                                       | J.C.Staff                  | Director Director de episodios (#11, 24) Guionista gráfico (#1-2, 24; OP) | [ 33 ]                      |
| 2005 | Mahō Sensei Negima!                                              | Nobuyoshi Habara Nagisa Miyazaki                                                                         | Xebec                      | Cooperación de serialización | [ 34 ]                      |
| 2005 | Okusama wa Mahō Shōjo                                            | Hiroshi Nishikiori                                                                                       | J.C.Staff                  | Director Creador original Composición de la serie Director de episodios (#1, 6, 13) Guionista gráfico (#1, 6-7, 13)                                                              | [ 35 ]                      |
| 2006 | Jyū Ō Sei                                                        | Hiroshi Nishikiori                                                                                       | Bones                      | Director Director de episodios (#OP) Guionista gráfico (#1-4, 7; OP) | [ 36 ]                      |
| 2006 | Tenpō Ibun: Ayakashi Ayashi                                      | Hiroshi Nishikiori                                                                                       | Bones                      | Director Director de episodios (#1, 13) Guionista gráfico (#1-2, 13, 16, 20) | [ 37 ]                      |
| 2007 | Nodame Cantabile                                                 | Ken'ichi Kasai                                                                                           | J.C.Staff                  | Guionista gráfico (#14, 20) | [ 38 ]                      |
| 2007 | Seirei no Moribito                                               | Kenji Kamiyama                                                                                           | Production I.G             | Guionista gráfico (#25) | [ 39 ]                      |
| 2008 | Kyōran Kazoku Nikki                                              | Yasuhiro Kuroda                                                                                          | Nomad                      | Guionista gráfico (#ED 8) | [ 40 ]                      |
| 2008 | Battle Spirits: Shōnen Toppa Bashin                              | Mitsuru Hongō                                                                                            | Sunrise                    | Guionista gráfico (#13) | [ 41 ]                      |
| 2008 | To Aru Majutsu no Index                                          | Hiroshi Nishikiori                                                                                       | J.C.Staff                  | Director Director de episodios (#1; ED 1-2) Guionista gráfico (#1, 4, 6-7, 12; ED 1-2) Director de unidad (#ED 1-2)                                                              | [ 42 ]                      |
| 2009 | Konnichiwa Anne: Before Green Gables                             | Katsuyoshi Yatabe                                                                                        | Nippon Animation           | Guionista gráfico (#19) | [ 43 ]                      |
| 2010 | To Aru Majutsu no Index II                                       | Hiroshi Nishikiori                                                                                       | J.C.Staff                  | Director Director de episodios (#OP, ED) Guionista gráfico (#OP, ED) | [ 44 ]                      |
| 2013 | Futari wa Milky Holmes                                           | Hiroshi Nishikiori                                                                                       | J.C.Staff Nomad            | Director Director de episodios (#1-2, 12) Guionista gráfico (#1-2, 12) | [ 45 ]                      |
| 2013 | Non Non Biyori                                                   | Shin'ya Kawatsura                                                                                        | Silver Link                | Guionista gráfico (#2) | [ 46 ]                      |
| 2014 | Nō-Rin                                                           | Shin Ōnuma                                                                                               | Silver Link                | Guionista gráfico (#7) | [ 47 ]                      |
| 2014 | Selector Infected WIXOSS                                         | Takuya Satō                                                                                              | J.C.Staff                  | Guionista gráfico (#4) | [ 48 ]                      |
| 2014 | Trinity Seven                                                    | Hiroshi Nishikiori                                                                                       | Seven Arcs Pictures        | Director Director de episodios (#1, 3, 12) Guionista gráfico (#1, 3, 12; OP) Director de unidad (#OP)                                                                            | [ 49 ]                      |
| 2015 | Tantei Opera Milky Holmes TD                                     | Hiroshi Nishikiori                                                                                       | J.C.Staff Nomad            | Director Guionista gráfico (#3) | [ 50 ]                      |
| 2015 | Non Non Biyori Repeat                                            | Shin'ya Kawatsura                                                                                        | Silver Link                | Guionista gráfico (#7) | [ 51 ]                      |
| 2015 | Ore Ga Ojō-sama Gakkō ni "Shomin Sample" Toshite Rachirareta Ken | Masato Jinbo                                                                                             | Silver Link                | Guionista gráfico (#8) | [ 52 ]                      |
| 2016 | Brave Witches                                                    | Kazuhiro Takamura                                                                                        | Silver Link                | Guionista gráfico (#2) | [ 53 ]                      |
| 2017 | Schoolgirl Strikers: Animation Channel                           | Hiroshi Nishikiori                                                                                       | J.C.Staff                  | Director Director de episodios (#1, 4, 13) Guionista gráfico (#1-2, 11, 13) | [ 54 ]                      |
| 2017 | Kujira no Kora wa Sajō ni Utau                                   | Kyōhei Ishiguro                                                                                          | J.C.Staff                  | Guionista gráfico (#8) | [ 55 ]                      |
| 2018 | Saredo Tsumibito wa Ryū to Odoru                                 | Hiroshi Nishikiori Hirokazu Hanai                                                                        | Seven Arcs Pictures        | Director jefe Director de unidad (#OP) | [ 56 ]                      |
| 2018 | To Aru Majutsu no Index III                                      | Hiroshi Nishikiori                                                                                       | J.C.Staff                  | Director Director de episodio (#3) Guionista gráfico (#1, 22-23, 26) | [ 57 ]                      |
| 2019 | Toaru Kagaku no Accelerator                                      | Nobuharu Kamanaka                                                                                        | J.C.Staff                  | Guionista gráfico (#ED) Director de unidad (#ED) | [ 58 ]                      |
| 2020 | Argonavis from BanG Dream!                                       | Hiroshi Nishikiori                                                                                       | Sanzigen                   | Director Guionista gráfico (#1-2, 4-5, 7-13) | [ 59 ]                      |
| 2020 | Dungeon ni Deai o Motomeru no wa Machigatteiru Darō ka III       | Hideki Tachibana                                                                                         | J.C.Staff                  | Director de episodio (#12) Guionista gráfico (#5, 12) | [ 60 ]                      |
| 2021 | Non Non Biyori Nonstop                                           | Shin'ya Kawatsura                                                                                        | Silver Link                | Guionista gráfico (#3, 12) | [ 61 ]                      |
| 2021 | Shikizakura                                                      | Shin'ya Sugai Gō Kurosaki                                                                                | Sublimation                | Guionista gráfico (#5) | [ 62 ]                      |
| 2023 | Trigun Stampede                                                  | Kenji Mutō                                                                                               | Orange                     | Director de episodios (#5, 9) Guionista gráfico (#5, 9) | [ 63 ]                      |
| 2023 | Alice Gear Aegis Expansion                                       | Hirokazu Hanai                                                                                           | Nomad                      | Guionista gráfico (#OP) Director de unidad (#OP) | [ 64 ]                      |
| 2024 | Delico's Nursery                                                 | Hiroshi Nishikiori                                                                                       | J.C.Staff                  | Director Director de episodios (#1-13) Guionista gráfico (#1-4, 12-13) Director de unidad (#OP, ED)                                                                              | [ 65 ] [ 66 ] [ 67 ] [ 68 ] |
| 2024 | Dandadan                                                         | Fūga Yamashiro                                                                                           | Science Saru               | Director de episodio (#8) Guionista gráfico (#8) | [ 69 ]                      |
| 2025 | Honey Lemon Soda                                                 | Hiroshi Nishikiori                                                                                       | J.C.Staff                  | Director Director de episodios (#1, 4) Guionista gráfico (#1-2, 4, 7)) Director de unidad (#OP, ED)                                                                              | [ 70 ] [ 71 ] [ 72 ]        |
| 2026 | Eleceed                                                          | Hiroshi Nishikiori                                                                                       | DandeLion Animation Studio | Director | [ 73 ]                      |

### Películas
Destaca papeles con funciones de dirección de series.
| Año  | Título                                                   | Director(es)                        | Estudio                 | Funciones                                     | Refs.  |
| ---- | -------------------------------------------------------- | ----------------------------------- | ----------------------- | --------------------------------------------- | ------ |
| 1997 | The Doraemons: Un reto misterioso                        | Yoshitomo Yonetani                  | Shin-Ei Animation       | Director de unidad                            | [ 74 ] |
| 2000 | The☆Doraemons: Dokidoki Kikansha Daibakusō!              | Hiroshi Nishikiori                  | Shin-Ei Animation       | Director                                      | [ 75 ] |
| 2001 | Dorami & Doraemons: Space Land Kiki Ippatsu!             | Hiroshi Nishikiori                  | Shin-Ei Animation       | Director                                      | [ 76 ] |
| 2012 | Magic Tree House                                         | Hiroshi Nishikiori                  | Ajia-do Animation Works | Director                                      | [ 77 ] |
| 2013 | To Aru Majutsu no Index: Endymion no Kiseki              | Hiroshi Nishikiori                  | J.C.Staff               | Director Guionista gráfico Director de unidad | [ 78 ] |
| 2017 | Trinity Seven Movie 1: Eternity Library to Alchemic Girl | Hiroshi Nishikiori                  | Seven Arcs Pictures     | Director Guionista gráfico Director de unidad | [ 79 ] |
| 2018 | Monster Strike the Movie: Sora no Kanata                 | Hiroshi Nishikiori                  | Orange                  | Director Guionista gráfico                    | [ 80 ] |
| 2019 | Trinity Seven Movie 2: Heavens Library to Crimson Lord   | Hiroshi Nishikiori                  | Seven Arcs Pictures     | Director                                      | [ 81 ] |
| 2023 | Idolish7 Movie: Live 4bit Beyond the Period              | Hiroshi Nishikiori Kensuke Yamamoto | Orange                  | Director                                      | [ 82 ] |

### ONAs
Destaca papeles con funciones de dirección de series.
| Año  | Título             | Director(es)       | Estudio                 | Funciones | Refs.  |
| ---- | ------------------ | ------------------ | ----------------------- | --------- | ------ |
| 2000 | Azumanga Web Daioh | Hiroshi Nishikiori | Ajia-do Animation Works | Director  | [ 83 ] |

### OVAs
Destaca papeles con funciones de dirección de series.
| Año  | Título                                           | Director(es)                            | Estudio             | Funciones                                        | Refs.  |
| ---- | ------------------------------------------------ | --------------------------------------- | ------------------- | ------------------------------------------------ | ------ |
| 1996 | Future GPX Cyber Formula Saga                    | Mitsuo Fukuda                           | Sunrise             | Director de episodio (#6) Guionista gráfico (#6) | [ 84 ] |
| 2001 | Alien 9                                          | Jiro Fujimoto (#1) Yasuhiro Irie (#2-4) | J.C.Staff           | Guionista gráfico (#2)                           | [ 85 ] |
| 2008 | Yotsunoha                                        | Hiroshi Nishikiori                      | Hal Film Maker      | Director Guionista                               | [ 86 ] |
| 2015 | Trinity Seven: Nanatsu no Taizai to Nana Madōshi | Hiroshi Nishikiori                      | Seven Arcs Pictures | Director                                         | [ 87 ] |

### Especiales
Destaca papeles con funciones de dirección de series.
| Año  | Título                                         | Director(es)       | Estudio             | Funciones                                                 | Refs.  |
| ---- | ---------------------------------------------- | ------------------ | ------------------- | --------------------------------------------------------- | ------ |
| 2001 | Azumanga Daioh: Gekijō Tanpen                  | Hiroshi Nishikiori | J.C.Staff           | Director Guionista Guionista gráfico                      | [ 88 ] |
| 2007 | Tenpō Ibun: Ayakashi Ayashi - Ayashi Shinkyoku | Hiroshi Nishikiori | Bones               | Director Director de episodio (#5) Guionista gráfico (#5) | [ 89 ] |
| 2007 | Potemayo Specials                              | Takashi Ikehata    | J.C.Staff           | Guionista gráfico (#1-4)                                  | [ 90 ] |
| 2015 | Lord of Vermilion III Special Anime Movie      | Hiroshi Nishikiori | Seven Arcs Pictures | Director                                                  | [ 91 ] |